# Літургія святителя Кирила

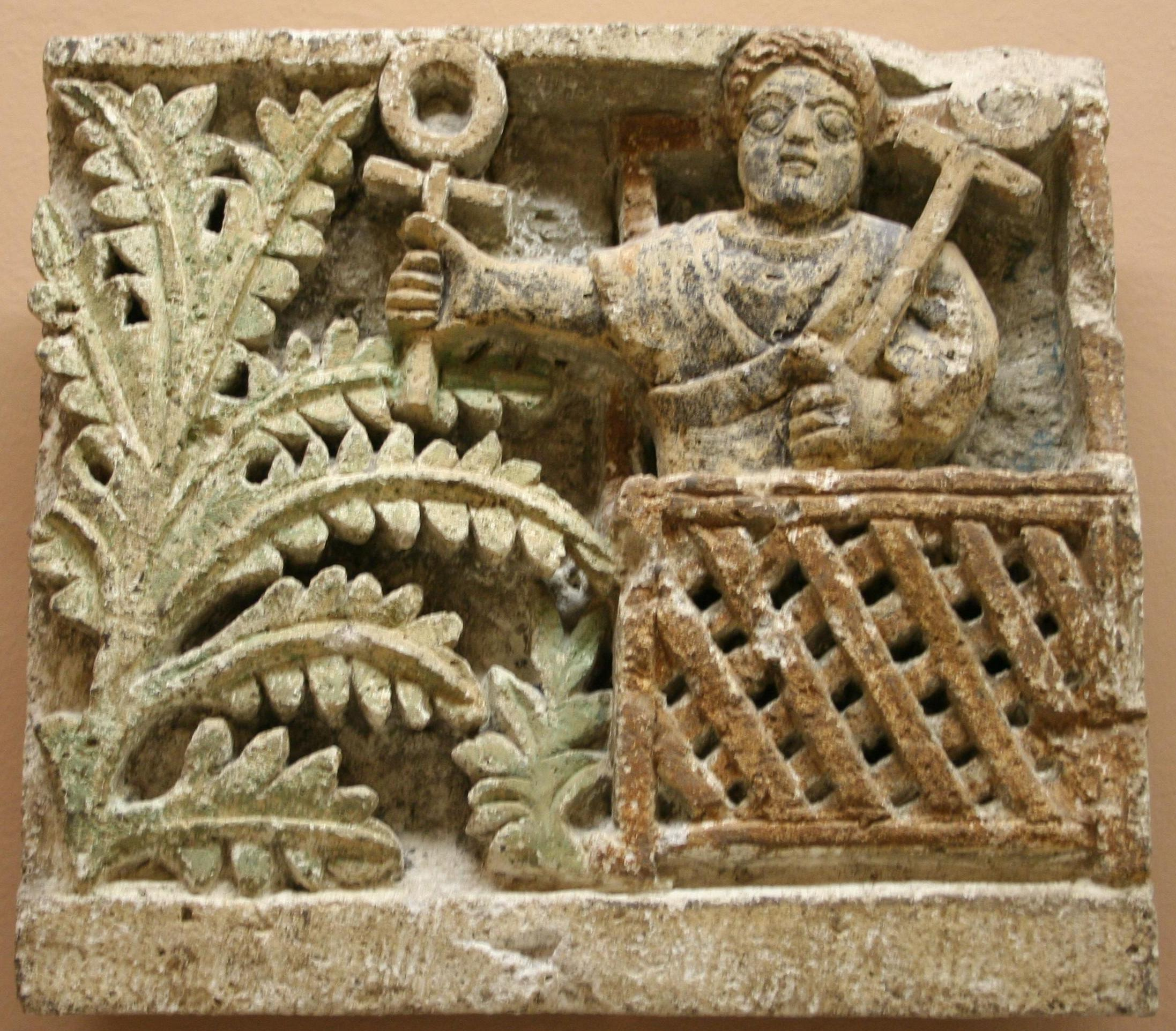
Літургійний коптський рельєф V століття

Літургія святого Кирила (або Анафори святого Кирила) — одна з трьох анафор, що використовуються в даний час Коптською православною церквою, і вона зберігає літургійні особливості, що виникли в ранньому християнському Єгипті таким чином формуючи серцевину історичного александрійського обряду. Коли посилаються на його грецьку версію, цей текст зазвичай називається Літургія святого Марка (або Анафора святого Марка).

## Поточне використання
У даний час ця літургія може використовуватися Коптською православною церквою Александрії, а також Коптською католицькою церквою під час Великого посту або в місяці Кояк, але її продовження та особливі мелодії роблять її використання сьогодні незвичним. Цей текст не охоплює всієї Божественної Літургії, поширюючись лише від доанафоричних обрядів (молитва завіси) до розподілу Причастя, включаючи анафору в суворому розумінні цього слова. Коптська літургія святого Василія використовується для решти частини служби.
У візантійському обряді Літургія святого Марка, передана Грецькою православною церквою Александрії, щороку в день святого Марка використовується Російською православною церквою за межами Росії, яка дозволила її в 2007 році.

## Історія

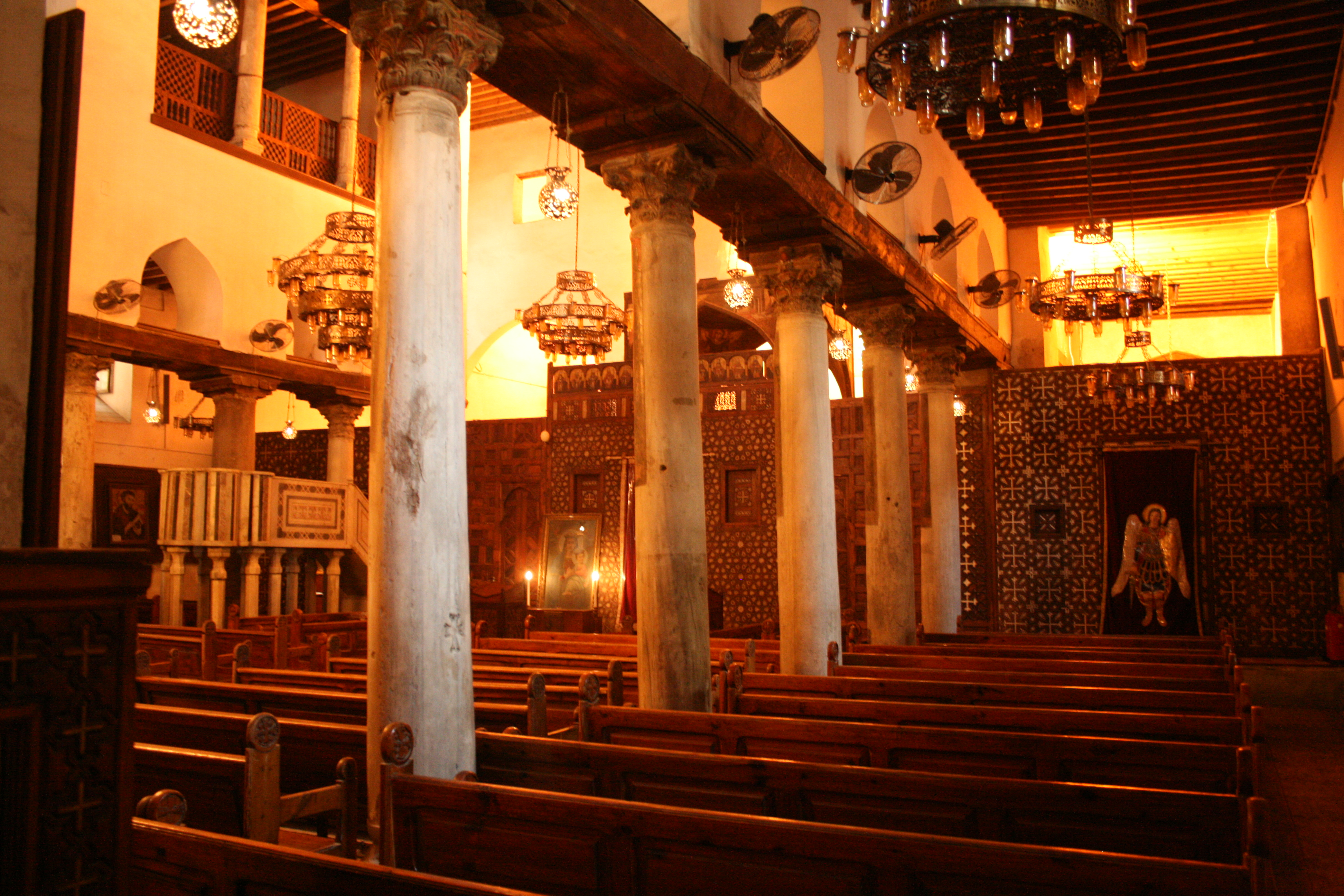
Коптська костел Св. Варвари середньовіччя

Відповідно до літургійної традиції, християнство було принесене в Александрію в Єгипті святим Марком. Тоді місто набуло значення як центр церковного уряду та християнської теології з його катехитичною школою. Літургійне використання, яке розвивалося на місцях, відоме як Александрійський обряд, а тексти, що використовуються для святкування Євхаристії, відомі як Літургія святого Марка.
Lingua franca західного світу в перші століття християнства була грецькою мовою Койне, і Літургія святого Марка була такою мовою. Переклад цієї літургії коптською мовою, якою в той час користувалася більшість коптського населення, приписується святому Кирилу Олександрійському в першій половині V століття. Отже, грецька версія цієї літургії зазвичай відома як Літургія святого Марка, тоді як її коптська версія регулярно називається Літургія святого Кирила, навіть якщо офіційна назва останнього — «Анафора нашого святого отця Марка Апостола, яку тричі благословенний святитель Кирило Архиєпископ встановив».
Найдавніші збережені цілі рукописи як Літургії святого Марка, так і святого Кирила датуються високим середньовіччям . З V століття до Високого Середньовіччя обидві версії розвивалися на паралельних та взаємопов'язаних лініях із взаємними перекладами та більшістю доповнень, доданих до обох.  обох версіях є свій особливий матеріал. На початку літургії святого Марка греко-православною Олександрійською церквою на початку ХІІІ століття звинувачував Антіохійський патріарх і каноніст Теодор Балсамон.

## Рукописна традиція
Першими тисячоліттями свідками ранніх етапів цієї літургії є такі фрагменти:
- Страсбурзький папірус, написаний у IV або V столітті, включає першу частину передмови, з перефразою Малахії 1:11 за яким слід короткі заступництва, і закінчується доксологією. Вчені не погоджуються щодо того, чи ця молитва у III столітті сама по собі була повною анафорою.
- пергамент 465 Джона Райленда, написаний грецькою мовою в VI столітті і погано консервований, включає текст від першої епіклези до кінця анафори.[5]
- Британський музейний планшет, написаний коптською мовою у VIII столітті, включає текст від першого епіклезису до другого епіклезису.[6]
- деякі фрагменти сахідських коптів.[1]

Інші стародавні тексти, що належать до Олександрійського обряду, мають важливе значення для вивчення розвитку Літургії святого Марка: Анафора Серапіонська є раннім свідком деяких древніх матеріалів Анафора з Барселони та папір Дейр Балізе різні події, засновані на одному матеріалі, Катехи Кирила Єрусалимського корисні для простеження взаємозв'язку з Літургією св. Якова.
Раніші рукописи Літургії святого Кирила датуються XII століттям і знаходяться на богейській коптській мові . Невідомо, чи вони походять безпосередньо від грецької, або через втрачені сахідські версії. Ці рукописи містять деякі доповнення, яких немає в літургії святого Марка грецькою мовою, але загалом їхні читання ближчі до фрагментів першого тисячоліття, ніж до грецької версії.
Ранніми рукописами Літургії святого Марка є: Codex Rossanensis, Rotulus Vaticanus, неповна Rotulus Messanensis. Ще одним свідком є загублений рукопис бібліотеки грецької православної церкви Олександрії, скопійований у 1585–6 патріархом Мелетієм Пегасом. Rotulus Vaticanus, а тим більше текст, скопійований Пегасом, свідчать про прогрес у процесі асиміляції до візантійських звичаїв.

## Будова анафори

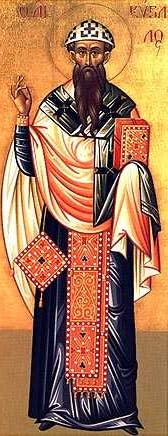
Святитель Кирило Олександрійський

Анафора святого Марка (або святого Кирила), знайдена в рукописах Високого Середньовіччя, демонструє всі типові особливості александрійського обряду, наприклад довга Передмова, яка включає жертву, за якою негайно слідують заступництво, два епіклези, відсутність Бенедикта в Санктусі. Структура анафори (у суворому розумінні цього слова) може бути узагальнена так:
- вступний діалог ,
- передмова, складена:
  - похвала Отцю за творіння неба і землі, моря та всього, що в них (цитата [[|]] Psalm146:6 як це зазвичай зустрічається в олександрійських анафорах), після чого також похвала Христу,
  - перша Обація, приносячи розумну жертву та безкровне поклоніння (посилання Римлянам 12:1), за яким слідує перефразування Малахії 1:11,
- Розділ про заступництво, до складу якого входять:
  - тривалі молитви за Церкву, життя, смерть, пам'ять про святого Марка і Марію, а потім диптихи,
  - другий Заклинання, що вимагає приймати підношення у небесному вівтарі, як і жертви Авеля та Авраама (подібно до "Supra quae - Supplices te" Римського канону),
  - додаткові заступництва живих, включаючи імена нинішнього Папи Олександрійського та єпископа,
- добре розвинений Пра-Санктус,
- Санктус, без Бенедикта, як зазвичай у ранньому Єгипті, за яким слідував короткий Пост-Санктус з центром на Христі,
- перший епіклезис, який просто просить Бога наповнити жертву благословенням через зішестя Святого Духа,
- розповідь про установу, в якій вимовляються слова про установу ,
- Анамнез Страстей, Воскресіння та Вознесіння Христа,
- третя приношення, пропонуючи хліб і чашу,
- друга епіклеза, спрямована до Святого Духа, з явним проханням змінити хліб і вино на Тіло і Кров Христа. Цей епіклезис використовує час аористів[14] таким чином просто розповідаючи про перетворення, не вказуючи, відбувається воно в теперішньому, майбутньому чи минулому.
- заключна молитва за плоди Причастя.

У теперішньому використанні Коптської православної церкви розділ, що містить Покрови та другу Обітницю, перенесено в кінець анафори, дотримуючись зразка, який використовується в коптських літургіях святих Василія та Григорія на основі антіохінської структури.

## Опубліковані видання

### Повний текст доступний в Інтернеті
- The Divine Liturgy of the Holy Apostle and Evangelist Mark, The Disciple of the Holy Peter. Ante-Nicene Fathers. Christian Classics Ethereal Library. Архів оригіналу за 20 січня 2021. Процитовано 11 січня 2021. (з Codex Rossanensis )
- Інтернет-текст Літургії св. Кирила, який зараз використовується Коптською церквою [Архівовано 9 травня 2012 у WebCite]
- Liturgy of St. Mark. Occidentalis: Your Informal, Omnibus Resource For Western Rite in the Orthodox Church. Архів оригіналу за 2 березня 2013. Процитовано 4 квітня 2017. (як використовується в даний час Російською православною церквою за межами Росії)

### Інші видання
- Видання 1583 р. Грецькою та латинською мовами Літургії св. Марка [Архівовано 24 грудня 2016 у Wayback Machine.]